# Eupelmus zumbensis
Eupelmus zumbensis är en stekelart som beskrevs av Crosby 1909. Eupelmus zumbensis ingår i släktet Eupelmus och familjen hoppglanssteklar.
Artens utbredningsområde är Moçambique. Inga underarter finns listade i Catalogue of Life.